# Mordellina impatiens
Mordellina impatiens är en skalbaggsart som först beskrevs av Leconte 1862.  Mordellina impatiens ingår i släktet Mordellina och familjen tornbaggar. Inga underarter finns listade i Catalogue of Life.